# Чемпионат Швеции по волейболу среди женщин
Чемпионат Швеции по волейболу среди женщин — ежегодное соревнование женских волейбольных команд Швеции. Проводится с 1962 года.
Соревнования проходят в пяти дивизионах — Элитесерии, Всешведской серии, 1-м, 2-м и 3-м дивизионах. Организатором чемпионатов является Шведский волейбольный союз.

## Формула соревнований (Элитесерия)
Чемпионат в Элитесерии в сезоне 2024/25 включал два этапа — предварительный и плей-офф. На предварительной стадии команды играли в два круга. 8 вышли в плей-офф и далее по системе с выбыванием определили финалистов, которые разыграли первенство. Серии матчей плей-офф проводились до трёх побед одного из соперников.  
За победу со счётом 3:0 и 3:1 команды получают 3 очка, 3:2 — 2 очка, за поражение со счётом 2:3 — 1 очко, 0:3 и 1:3 — 0 очков.
В чемпионате 2024/25 в Элитесерии участвовали 11 команд: «Линчёпинг», «Хюльте-Хальмстад» (Хюльтебрук/Хальмстад), «Эребру», «Энгельхольм», «Лунд», «Йиславед», «Соллентуна», «Фальчёпинг», «Линдесберг», «Студентерна» (Умео), «Гётеборг». Чемпионский титул выиграл «Линчёпинг», победивший в финальной серии «Хюльте-Хальмстад» 3-1 (3:1, 0:3, 3:2, 3:0). 3-е место занял «Эребру».

## Чемпионы
| - 1962 «Босэнс» - 1963 «Босэнс» - 1964 «Босэнс» - 1965 «Кольбэк» - 1966 «Босэнс» - 1967 «Босэнс» - 1968 «Валлентуна» - 1969 «Кольбэк» - 1970 «Вернаму» - 1971 «Алингсос» - 1972 «Вернаму» - 1973 «Вернаму» - 1974 «Вернаму» - 1975 «Соллентуна» - 1976 «Соллентуна» - 1977 «Соллентуна» - 1978 «Соллентуна» - 1979 «Соллентуна» - 1980 «Соллентуна» - 1981 «Соллентуна» - 1982 «Соллентуна» - 1983 «Соллентуна» - 1984 «Соллентуна» - 1985 «Соллентуна» - 1986 «Соллентуна» - 1987 «Соллентуна» - 1988 «Соллентуна» - 1989 «Уппсала Студентерс» Уппсала - 1990 «Соллентуна» - 1991 «Соллентуна» - 1992 «Соллентуна» - 1993 «Уппсала Студентерс» Уппсала | - 1994 «Валлентуна» - 1995 «Соллентуна» - 1996 «Эребру» - 1997 «Эребру» - 1998 «Эребру» - 1999 «Эребру» - 2000 «Эребру» - 2001 «Эребру» - 2002 «Катринехольм» - 2003 «Эребру» - 2004 «Эребру» - 2005 «Эребру» - 2006 «Энгельхольм» - 2007 «Соллентуна» - 2008 «Эребру» - 2009 «Энгельхольм» - 2010 «Катринехольм» - 2011 «Катринехольм» - 2012 «Линдесберг» - 2013 «Катринехольм» - 2014 «Хюльте-Хальмстад» Хюльтебрук/Хальмстад - 2015 «Энгельхольм» - 2016 «Энгельхольм» - 2017 «Энгельхольм» - 2018 «Энгельхольм» - 2019 «Энгельхольм» - 2020 чемпионат не завершён, итоги не подведены - 2021 «Хюльте-Хальмстад» Хюльтебрук/Хальмстад - 2022 «Хюльте-Хальмстад» Хюльтебрук/Хальмстад - 2023 «Энгельхольм» - 2024 «Эребру» - 2025 «Линчёпинг» |